# Hyla hallowellii
A Hyla hallowellii a kétéltűek (Amphibia) osztályának békák (Anura) rendjébe és a levelibéka-félék (Hylidae) családjába tartozó faj.

## Előfordulása
A faj Japán endemikus faja. Természetes élőhelye a szubtrópusi vagy trópusi nedves síkvidéki erdők, szubtrópusi vagy trópusi, időszakosan nedves vagy elárasztott síkvidéki rétek, mocsarak, ültetvények, lepusztult korábbi erdők, pocsolyák, öntözött földek, csatornák, árkok.